# Coupe de France de football 1990-1991
 (juillet 2018).
Navigation
Coupe de France 1989-1990 Coupe de France 1991-1992
La Coupe de France 1990-1991 est la 74e édition de la coupe de France, et voit l'AS Monaco FC l'emporter sur l'Olympique de Marseille en finale, le 8 juin 1991.
Il s'agit de la cinquième Coupe de France remportée par le club de la Principauté.

## Résultats tour

### Septième tour
Seuls sont indiqués dans cet article les résultats des clubs des divisions professionnelles au 7e tour.
| Division        | Club                         | Score       | Club                  | Division        |
| --------------- | ---------------------------- | ----------- | --------------------- | --------------- |
| Division 2 (D2) | USL Dunkerque                | 2 - 0       | Paris FC 83           | Division 3 (D3) |
| Division 2 (D2) | US Orléans                   | 3 - 0       | Le Havre AC           | Division 2 (D2) |
| Division 2 (D2) | AS Saint-Seurin              | 3 - 1 a. p. | Nîmes Olympique       | Division 2 (D2) |
| Division 2 (D2) | RC Lens                      | 1 - 2       | Amiens SC             | Division 3 (D3) |
| Division 3 (D3) | FC Montceau Bourgogne        | 1 - 2 a. p. | FC Annecy             | Division 2 (D2) |
| Division 2 (D2) | Olympique d'Alès-en-Cévennes | 2 - 1 a. p. | US Endoume            | Division 3 (D3) |
| Division 2 (D2) | FC Tours                     | 3 - 1       | Stade luçonnais       | Division 3 (D3) |
| Division 3 (D3) | CA Castets-en-Dorthe         | 0 - 3       | Stade ruthénois       | Division 2 (D2) |
| Division 2 (D2) | SEC Bastia                   | 3 - 1       | Lyon-Duchère AS       | Division 3 (D3) |
| Division 4 (D4) | ESCH Yutz                    | 2 - 0       | US Créteil            | Division 2 (D2) |
| Division 4 (D4) | CS Blénod et Pont-à-Mousson  | 3 - 4 a. p. | RC Strasbourg         | Division 2 (D2) |
| Division 4 (D4) | CSC Thouars                  | 0 - 1 a. p. | Angers SCO            | Division 2 (D2) |
| Division 4 (D4) | US Saint-Malo                | 2 - 3       | FC Rouen              | Division 2 (D2) |
| DH (D5)         | GS Saint-Sébastien-sur-Loire | 1 - 3       | Stade lavallois       | Division 2 (D2) |
| DH (D5)         | AS Vitré                     | 0 - 2       | Le Mans UC 72         | Division 2 (D2) |
| ?               | SC Choisy-le-Roi             | 0 - 2       | Entente Chaumont AC   | Division 2 (D2) |
| PH (D8)         | UGA Ardziv                   | 0 - 8       | FC Martigues          | Division 2 (D2) |
| Division 3 (D3) | US Maubeuge                  | 0 - 2       | US Valenciennes-Anzin | Division 2 (D2) |

### Huitième tour
Seuls sont indiqués dans cet article les résultats des clubs des divisions professionnelles au 8e tour.
| Division        | Club                      | Score                    | Club                       | Division        |
| --------------- | ------------------------- | ------------------------ | -------------------------- | --------------- |
| Division 2 (D2) | AS Beauvais Oise          | 1 - 0                    | Stade de Reims             | Division 2 (D2) |
| Division 2 (D2) | SEC Bastia                | 2 - 1 a. p.              | FC Martigues               | Division 2 (D2) |
| Division 2 (D2) | FC Bourges                | 1 - 1 a. p. 5-3 t. a. b. | La Roche-sur-Yon VF        | Division 2 (D2) |
| Division 2 (D2) | EA Guingamp               | 0 - 2                    | US Orléans                 | Division 2 (D2) |
| Division 3 (D3) | CS Sedan-Ardennes         | 1 - 2 a. p.              | US Valenciennes-Anzin      | Division 2 (D2) |
| Division 2 (D2) | FC Istres VN              | 4 - 3                    | EDS Montluçon              | Division 3 (D3) |
| Division 2 (D2) | Angers SCO                | 2 - 0                    | Stade quimpérois           | Division 3 (D3) |
| Division 2 (D2) | Entente Chaumont AC       | 2 - 2 a. p. 5-4 t. a. b. | JGA Nevers                 | Division 3 (D3) |
| Division 4 (D4) | SCO Roubaix               | 0 - 1                    | USL Dunkerque              | Division 2 (D2) |
| Division 4 (D4) | ESCH Yutz                 | 0 - 1 a. p.              | SA Épinal                  | Division 2 (D2) |
| Division 4 (D4) | AC Arles                  | 2 - 1 a. p.              | CS Louhans-Cuiseaux        | Division 2 (D2) |
| Division 4 (D4) | RC La Flèche              | 0 - 3                    | Stade lavallois            | Division 2 (D2) |
| DH (D5)         | CSO Amnéville-les-Thermes | 0 - 0 a. p. 3-5 t. a. b. | RC Strasbourg              | Division 2 (D2) |
| DH (D5)         | SC Schiltigheim           | 1 - 4                    | FC Mulhouse SA             | Division 2 (D2) |
|                 | US Saint-Gaudens          | 0 - 1                    | Stade ruthénois            | Division 2 (D2) |
| DH (D5)         | Limoges Foot 87           | 1 - 3                    | Chamois niortais           | Division 2 (D2) |
|                 | AS Pirae                  | 0 - 3                    | Olympique avignonnais      | Division 2 (D2) |
| Division 2 (D2) | CF Dijon                  | 1 - 0                    | Entente Baume-L'Isle/Doubs | Division 3 (D3) |
|                 | SS Baie-Mahault           | 1 - 2                    | FC Tours                   | Division 2 (D2) |
|                 | CS Saint-Denis            | 0 - 5                    | FC Rouen                   | Division 2 (D2) |
|                 | Excelsior Fort-de-France  | 0 - 2                    | AS Saint-Seurin            | Division 2 (D2) |

### Trente-deuxièmes de finale
Les 20 clubs de 1re division firent leur entrée en lice.
| Division        | Club                       | Score               | Club                         | Division        |
| --------------- | -------------------------- | ------------------- | ---------------------------- | --------------- |
| Division 2 (D2) | FC Mulhouse SA             | 0 - 1               | FC Nantes                    | Division 1 (D1) |
| Division 1 (D1) | AS Cannes                  | 2 - 1 a.p.          | US Orléans                   | Division 2 (D2) |
| Division 2 (D2) | Chamois niortais           | 1 - 0               | SM Caen                      | Division 1 (D1) |
| Division 2 (D2) | FC Bourges                 | 1 - 0               | Girondins de Bordeaux        | Division 1 (D1) |
| Division 2 (D2) | FC Rouen                   | 1 - 0               | Stade rennais FC             | Division 1 (D1) |
| Division 2 (D2) | Angers SCO                 | 2 - 0               | Olympique lyonnais           | Division 1 (D1) |
| Division 2 (D2) | Olympique de Saint-Quentin | 0 - 2               | AJ Auxerre                   | Division 1 (D1) |
| Division 2 (D2) | USL Dunkerque              | 2 - 3               | AS Nancy-Lorraine            | Division 1 (D1) |
| Division 2 (D2) | Olympique avignonnais      | 0 - 4               | SC Toulon-Var                | Division 1 (D1) |
| Division 1 (D1) | AS Monaco FC               | 1 - 0               | AS Saint-Seurin-sur-l'Isle   | Division 2 (D2) |
| Division 1 (D1) | Toulouse FC                | 3 - 1               | SEC Bastia                   | Division 2 (D2) |
| Division 1 (D1) | Olympique de Marseille     | 4 - 1               | RC Strasbourg                | Division 2 (D2) |
| Division 1 (D1) | Lille OSC                  | 4 - 2               | SA Épinal                    | Division 2 (D2) |
| Division 2 (D2) | CF Dijon                   | 3 - 1               | OGC Nice                     | Division 1 (D1) |
| Division 3 (D3) | Stade montois              | 2 - 3               | FC Metz                      | Division 1 (D1) |
| Division 3 (D3) | ES Wasquehal               | 0 - 1               | Paris Saint-Germain FC       | Division 1 (D1) |
| Division 3 (D3) | US Avranches               | 1 - 2               | FC Sochaux-Montbéliard       | Division 1 (D1) |
| DHR (D6)        | US Vénissieux              | 0 - 2 a.p.          | Brest Armorique FC           | Division 1 (D1) |
| District        | US Mandelieu-la-Napoule    | 0 - 6               | AS Saint-Étienne             | Division 1 (D1) |
| Division 2 (D2) | AS Red Star 93             | 1 - 2               | FC Tours                     | Division 2 (D2) |
| Division 2 (D2) | FC Istres VN               | 0 - 1               | Stade ruthénois              | Division 2 (D2) |
| Division 2 (D2) | FC Gueugnon                | 1 - 1 a.p., 7-6 tab | Entente Chaumont AC          | Division 2 (D2) |
| Division 3 (D3) | Entente Melun-Dammarie     | 1 - 2 a.p.          | AS Beauvais-Oise             | Division 2 (D2) |
| Division 3 (D3) | ESA Brive-la-Gaillarde     | 0 - 2 a.p.          | Olympique d'Alès-en-Cévennes | Division 2 (D2) |
| Division 3 (D3) | A Troyes AC                | 1 - 2 a.p.          | FC Annecy                    | Division 2 (D2) |
| Division 4 (D4) | Stade briochin             | 2 - 2 a.p., 4-5 tab | Stade lavallois FC           | Division 2 (D2) |
| Division 4 (D4) | AC Arles                   | 0 - 3               | GFC Ajaccio                  | Division 2 (D2) |
| DH (D5)         | Rochefort FC               | 0 - 3               | US Valenciennes-Anzin        | Division 2 (D2) |
| DH (D5)         | Stade plabennecois         | 1 - 4               | Le Mans UC 72                | Division 2 (D2) |
| Division 3 (D3) | US Fécamp                  | 1 - 1 a.p., 5-3 tab | Amiens SC                    | Division 3 (D3) |
| Division 4 (D4) | FCLSC Châteauroux          | 3 - 1               | AS Saint-Priest              | Division 3 (D3) |
| Division 3 (D3) | US Montagnarde             | 0 - 2               | Montpellier HSC              | Division 1 (D1) |

### Seizièmes de finale
| Division        | Club                         | Score               | Club                                 | Division        |
| --------------- | ---------------------------- | ------------------- | ------------------------------------ | --------------- |
| Division 1 (D1) | AJ Auxerre                   | 1 - 0               | AS Saint-Étienne                     | Division 1 (D1) |
| Division 1 (D1) | Lille OSC                    | 1 - 3               | AS Monaco FC                         | Division 1 (D1) |
| Division 1 (D1) | Montpellier HSC              | 0 - 1               | Chamois niortais                     | Division 2 (D2) |
| Division 2 (D2) | FC Annecy                    | 1 - 0 a.p.          | AS Nancy-Lorraine                    | Division 1 (D1) |
| Division 2 (D2) | Stade ruthénois              | 1 - 1 a.p., 4-3 tab | FC Metz                              | Division 1 (D1) |
| Division 2 (D2) | FC Tours                     | 1 - 0               | Toulouse FC                          | Division 1 (D1) |
| Division 1 (D1) | Paris Saint-Germain FC       | 1 - 0               | FC Bourges                           | Division 2 (D2) |
| Division 2 (D2) | CF Dijon                     | 0 - 3               | Olympique de Marseille               | Division 1 (D1) |
| Division 2 (D2) | AS Beauvais-Oise             | 0 - 3               | Brest Armorique FC                   | Division 1 (D1) |
| Division 1 (D1) | AS Cannes                    | 3 - 0               | US Valenciennes-Anzin Arrondissement | Division 2 (D2) |
| Division 1 (D1) | FC Sochaux-Montbéliard       | 2 - 1 a.p.          | Angers SCO                           | Division 2 (D2) |
| Division 3 (D3) | US Fécamp                    | 1 - 1 a.p., 3-4 tab | FC Nantes                            | Division 1 (D1) |
| Division 4 (D4) | FCLSC Châteauroux            | 0 - 1 a.p.          | SC Toulon-Var                        | Division 1 (D1) |
| Division 2 (D2) | Olympique d'Alès-en-Cévennes | 0 - 0 a.p., 1-4 tab | FC Gueugnon                          | Division 2 (D2) |
| Division 2 (D2) | GFC Ajaccio                  | 2 - 0               | FC Rouen                             | Division 2 (D2) |
| Division 2 (D2) | Le Mans UC 72                | 1 - 2 a.p.          | Stade lavallois FC                   | Division 2 (D2) |

### Huitièmes de finale
| Division        | Club                   | Score               | Club                   | Division        |
| --------------- | ---------------------- | ------------------- | ---------------------- | --------------- |
| Division 1 (D1) | Brest Armorique FC     | 1 - 2               | FC Nantes              | Division 1 (D1) |
| Division 1 (D1) | SC Toulon-Var          | 2 - 3               | AS Monaco FC           | Division 1 (D1) |
| Division 1 (D1) | FC Sochaux-Montbéliard | 1 - 1 a.p., 9-8 tab | AJ Auxerre             | Division 1 (D1) |
| Division 1 (D1) | Paris Saint-Germain FC | 0 - 2               | Olympique de Marseille | Division 1 (D1) |
| Division 2 (D2) | GFC Ajaccio            | 0 - 1               | AS Cannes              | Division 1 (D1) |
| Division 2 (D2) | FC Tours               | 0 - 1               | FC Gueugnon            | Division 2 (D2) |
| Division 2 (D2) | Chamois niortais       | 2 - 1               | Stade lavallois FC     | Division 2 (D2) |
| Division 2 (D2) | FC Annecy              | 0 - 2               | Stade ruthénois        | Division 2 (D2) |

### Quarts de finale
| Division        | Club            | Score      | Club                   | Division        |
| --------------- | --------------- | ---------- | ---------------------- | --------------- |
| Division 2 (D2) | Stade ruthénois | 2 - 1      | FC Sochaux-Montbéliard | Division 1 (D1) |
| Division 2 (D2) | FC Gueugnon     | 1 - 0      | Chamois niortais       | Division 2 (D2) |
| Division 1 (D1) | FC Nantes       | 1 - 2 a.p. | Olympique de Marseille | Division 1 (D1) |
| Division 1 (D1) | AS Cannes       | 1 - 2      | AS Monaco FC           | Division 1 (D1) |

### Demi-finales
| Division        | Club                   | Score | Club            | Division        |
| --------------- | ---------------------- | ----- | --------------- | --------------- |
| Division 1 (D1) | AS Monaco FC           | 5 - 0 | FC Gueugnon     | Division 2 (D2) |
| Division 1 (D1) | Olympique de Marseille | 4 - 1 | Stade ruthénois | Division 2 (D2) |

### Finale
La finale s'est tenue au Parc des Princes à Paris, le 8 juin 1991.
L'AS Monaco FC l'a emporté 1-0 face à l'Olympique de Marseille, grâce à un but inscrit en toute fin de match par Gérald Passi, qui avait remplacé Youri Djorkaeff au cours du match.
| 8 juin 1991 | AS Monaco FC | 1 - 0   | Olympique de Marseille | Parc des Princes, Paris                                             |                                                                     |
|             | Passi 90e    | (0 - 0) |                        | Spectateurs : 44 123 · Arbitrage : Joël Quiniou · Photos du match · | Spectateurs : 44 123 · Arbitrage : Joël Quiniou · Photos du match · |
|             | Rapport      |         |                        | Spectateurs : 44 123 · Arbitrage : Joël Quiniou · Photos du match · | Spectateurs : 44 123 · Arbitrage : Joël Quiniou · Photos du match · |

| Monaco | Marseille |

|               | Gardien de but | Jean-Luc Ettori |     |     |  |
|               | D              | Claude Puel     | 41e |     |  |
|               | D              | Roger Mendy     |     |     |  |
|               | D              | Emmanuel Petit  |     |     |  |
|               | D              | Luc Sonor       |     |     |  |
|               | M              | Marcel Dib      | 82e |     |  |
|               | M              | Franck Sauzée   |     |     |  |
|               | M              | Youri Djorkaeff |     | 59e |  |
|               | M              | Rui Barros      |     |     |  |
|               | M              | Y.F. Fofana     |     | 75e |  |
|               | A              | George Weah     |     |     |  |
| Remplaçants : |                |                 |     |     |  |
|               | M              | Gérald Passi    |     | 59e |  |
|               | A              | Ramón Díaz      |     | 75e |  |
| Entraîneur :  |                |                 |     |     |  |
|               | Arsène Wenger  |                 |     |     |  |

|               | Gardien de but   | Pascal Olmeta       |     |     |  |
|               | D                | Manuel Amoros       |     |     |  |
|               | D                | Carlos Mozer        | 78e |     |  |
|               | D                | Basile Boli         |     |     |  |
|               | D                | Bernard Casoni      |     |     |  |
|               | M                | Bruno Germain       | 11e |     |  |
|               | M                | Laurent Fournier    |     | 46e |  |
|               | M                | Chris Waddle        |     |     |  |
|               | M                | Philippe Vercruysse |     |     |  |
|               | A                | Abedi Pelé          |     |     |  |
|               | A                | Jean-Pierre Papin   |     |     |  |
| Remplaçants : |                  |                     |     |     |  |
|               | M                | Dragan Stojković    |     | 46e |  |
| Entraîneur :  |                  |                     |     |     |  |
|               | Raymond Goethals |                     |     |     |  |

## Synthèse

### Parcours des clubs professionnels
| Clubs                  | Parcours précédent | Parcours en 1990-1991 |
| ---------------------- | ------------------ | --------------------- |
| Olympique de Marseille |                    | Finaliste             |
| AS Monaco              |                    | Vainqueur             |
| AJ Auxerre             |                    | 1/8 de finale         |
| AS Cannes              |                    | 1/4 de finale         |
| Olympique lyonnais     |                    | 1/32 de finale        |
| Lille OSC              |                    | 1/16 de finale        |
| Montpellier HSC        |                    | 1/16 de finale        |
| SM Caen                |                    | 1/32 de finale        |
| Paris Saint-Germain FC |                    | 1/8 de finale         |
| Girondins de Bordeaux  |                    | 1/32 de finale        |
| Brest Armorique FC     |                    | 1/8 de finale         |
| FC Metz                |                    | 1/16 de finale        |
| AS Saint-Étienne       |                    | 1/16 de finale        |
| OGC Nice               |                    | 1/32 de finale        |
| FC Nantes              |                    | 1/4 de finale         |
| Sporting Toulon Var    |                    | 1/8 de finale         |
| AS Nancy-Lorraine      |                    | 1/16 de finale        |
| FC Sochaux-Montbéliard |                    | 1/4 de finale         |
| Toulouse FC            |                    | 1/16 de finale        |
| Stade rennais          |                    | 1/32 de finale        |

| Clubs                        | Parcours précédent | Parcours en 1990-1991 |
| ---------------------------- | ------------------ | --------------------- |
| Nîmes Olympique              |                    | 7e tour               |
| RC Strasbourg                |                    | 1/32 de finale        |
| US Valenciennes-Anzin        |                    | 1/16 de finale        |
| Olympique d'Alès-en-Cévennes |                    | 1/16 de finale        |
| FC Istres VN                 |                    | 1/32 de finale        |
| SEC Bastia                   |                    | 1/32 de finale        |
| Olympique avignonnais        |                    | 1/32 de finale        |
| Stade ruthénois              |                    | 1/2 finales           |
| FC Annecy                    |                    | 1/8 de finale         |
| FC Mulhouse SA               |                    | 1/32 de finale        |
| FC Martigues                 |                    | 8e tour               |
| FC Gueugnon                  |                    | 1/2 finales           |
| SA Épinal                    |                    | 1/32 de finale        |
| GFC Ajaccio                  |                    | 1/8 de finale         |
| Entente Chaumont AC          |                    | 1/32 de finale        |
| CS Louhans-Cuiseaux          |                    | 8e tour               |
| USL Dunkerque                |                    | 1/32 de finale        |
| CF Dijon                     |                    | 1/16 de finale        |

| Clubs                   | Parcours précédent | Parcours en 1990-1991 |
| ----------------------- | ------------------ | --------------------- |
| Le Havre AC             |                    | 7e tour               |
| RC Lens                 |                    | 7e tour               |
| Stade lavallois         |                    | 1/8 de finale         |
| Angers SCO              |                    | 1/16 de finale        |
| FC Rouen                |                    | 1/16 de finale        |
| Stade de Reims          |                    | 8e tour               |
| EA Guingamp             |                    | 8e tour               |
| AS Saint-Seurin         |                    | 1/32 de finale        |
| FC Tours                |                    | 1/8 de finale         |
| AS Red Star 93          |                    | 1/32 de finale        |
| AS Beauvais Oise        |                    | 1/16 de finale        |
| La Roche-sur-Yon VF     |                    | 8e tour               |
| FC Bourges              |                    | 1/16 de finale        |
| Le Mans UC 72           |                    | 1/16 de finale        |
| Chamois niortais        |                    | 1/4 de finale         |
| US Orléans              |                    | 1/32 de finale        |
| US Créteil              |                    | 7e tour               |
| Olympique Saint-Quentin |                    | 1/32 de finale        |

### Clubs professionnels éliminés par des clubs amateurs
| Tour    | Club recevant | Division | Score       | Club visiteur       | Division | Écart |
| ------- | ------------- | -------- | ----------- | ------------------- | -------- | ----- |
| 7e tour | RC Lens       | D2       | 1 - 2       | Amiens SC           | D3       | 1     |
| 7e tour | ESCH Yutz     | D4       | 2 - 0       | US Créteil          | D2       | 2     |
| 8e tour | AC Arles      | D4       | 2 - 1 a. p. | CS Louhans-Cuiseaux | D2       | 2     |